# Ozzmosis
Ozzmosis es el séptimo álbum de estudio de Ozzy Osbourne, lanzado al mercado el 23 de octubre de 1995.
Después del supuesto retiro de Osbourne, el músico regresó a la escena junto al guitarrista Steve Vai para un proyecto titulado originalmente X-Ray. Después de la colaboración inicial, Bob Daisley fue escogido para continuar con el proyecto, al igual que el baterista Deen Castronovo. Sin embargo no se lograron los resultados esperados y la formación se disolvió, quedando solamente como evidencia la canción "My Little Man", que se incluiría en el disco Ozzmosis.
Ozzy volvió a contar con Zakk Wylde en la guitarra tras el abandono de Steve Vai y convocó nuevamente a Geezer Butler, bajista de Black Sabbath. Logró mantener a Castronovo en la labor de percusión, y con esta formación regrabó Ozzmosis, que ya había sido compuesto por la formación anterior incluyendo a Randy Castillo, Mike Inez y al mismo Wylde, el cual se le encargó al productor Michael Beinhorn y los teclados de Rick Wakeman.

## Lista de canciones
1. Perry Mason (Ozzy Osbourne, Zakk Wylde, John Purdell) – 5:53
2. I Just Want You (Osbourne, Jim Vallance) – 4:56
3. Ghost Behind My Eyes (Osbourne, Mark Hudson, Steve Dudas) – 5:11
4. Thunder Underground (Osbourne, Geezer Butler, Wylde) – 6:29
5. See You on the Other Side (Osbourne, Wylde, Lemmy Kilmister) – 6:10
6. Tomorrow (Osbourne, Wylde, Purdell, Duane Baron) – 6:36
7. Denial (Osbourne, Hudson, Dudas) – 5:12
8. My Little Man (Osbourne, Steve Vai, Lemmy Kilmister) – 4:52
9. My Jekyll Doesn't Hide (Osbourne, Butler, Wylde) – 6:34
10. Old L.A. Tonight (Osbourne, Wylde, Purdell) – 4:48
11. Whole World's Falling Down (bonus track de la reedición de 2002) (Osbourne, Tommy Shaw, Jack Blades)
12. Aimée (bonus track de la reedición de 2002) (Osbourne, Wylde)

## Personal
- Ozzy Osbourne - Voces
- Zakk Wylde - Guitarra
- Geezer Butler - Bajo
- Deen Castronovo - Batería
- Rick Wakeman - Teclados
- Michael Beinhorn - Teclados

## Posicionamiento en lista
| Gráfico(1995–1996)                   | Pico de posición |
| ------------------------------------ | ---------------- |
| Australia (ARIA)                     | 50               |
| Canadá (Billboard Canadian Albums)   | 7                |
| Finlandia (Suomen virallinen lista)  | 9                |
| Alemania (Offizielle Top 100)        | 30               |
| Japanese Albums (Oricon)             | 7                |
| Nueva Zelanda (Recorded Music NZ)    | 26               |
| Noruega (VG-lista)                   | 24               |
| Escocia (Scottish Albums Chart)      | 40               |
| Suecia (Sverigetopplistan)           | 4                |
| Suiza (Schweizer Hitparade)          | 37               |
| Reino Unido (UK Albums Chart)        | 22               |
| Reino Unido (UK Rock & Metal Albums) | 2                |
| Estados Unidos (Billboard 200)       | 4                |